# 10719 Andamar
10719 Andamar este un asteroid din centura principală de asteroizi.

## Descriere
10719 Andamar este un asteroid din centura principală de asteroizi. A fost descoperit pe 15 octombrie 1985 la Stația Anderson Mesa de Edward L. G. Bowell. El prezintă o orbită caracterizată de o semiaxă mare de 2,41 ua, o excentricitate de 0,19 și o înclinație de 1,3° în raport cu ecliptica.